# Kisbudmér
Kisbudmér es un pueblo ubicado en el distrito de Bóly, en el condado de Baranya, Hungría.

## Superficie
Posee una superficie de 5,720 kilómetros cuadrados.

## Demografía
Hasta 2019 la población era de 101 habitantes, con una densidad de población de 17,66 habitantes por kilómetro cuadrado.